# پراکتولول
پراکتولول (انگلیسی: Practolol) پراکتولول (Eraldin, Dalzic, Praktol, Cardiol, Pralon, Cordialina, Eraldina, Teranol) یک مسدودکننده بتا انتخابی است (بلاکر بتا-۱) که در درمان اضطراری آریتمی‌های قلبی استفاده می‌شود. پراکتولول دیگر استفاده نمی‌شود زیرا با وجود شباهت فرمول شیمیایی آن به پروپرانولول بسیار سمی است. پس از معرفی، کراتوکونژونکتیویت سیکا، اسکار ملتحمه، فیبروز، متاپلازی و انقباض در ۲۷ بیمار به عنوان یک واکنش نامطلوب به پراکتولول ایجاد شد. راش، زخم بینی و مخاط، پریتونیت فیبری یا پلاستیکی، پلوریت، آسیب حلزون گوش و اوتیت میانی خصوصی نیز در برخی موارد رخ داده‌است. سه بیمار دچار دست دادن شدید بینایی شدند، همه آنها بینایی بودند. علائم و نشانه‌ها با درمان بهبود یافتن، اما کاهش اشک در اکثر موارد ادامه داشت.

## اثرات جانبی
عوارض جانبی مشابه سایر مسدودکننده‌های بتا است، مانند انقباض برونش، نارسایی قلبی، سردی اندام‌ها، خستگی و افسردگی، هیپوگلیسمی.
افزون بر این، استفاده مزمن از پراکتولول ممکن است باعث سندرم پوستی چشمی شود، یک سندرم شدید که علائم آن شامل ورم ملتحمه سیکا و بثورات پسوریازیفرم، اوتیت و سروزیت اسکلروز کننده است.. این سندرم با سایر مسدود کننده‌های بتا مشاهده نشده‌است.

## سنتز

سنتز پراکتولول: Howe, Smith, ; eidem, (1966, 1968, to آی‌سی‌آی).

## ممنوعیت مصرف
این دارو از بازار هند خارج شده‌است.